# Kolsjötjärnen
Kolsjötjärnen är en sjö i Borås kommun i Västergötland och ingår i Rolfsåns huvudavrinningsområde. Sjön är 4,2 meter djup och har en yta på 0,0059 kvadratkilometer.